# Prud
Prud är en ort i Bosnien och Hercegovina.   Den ligger i entiteten Federationen Bosnien och Hercegovina, i den nordöstra delen av landet, 140 km norr om huvudstaden Sarajevo. Prud ligger 85 meter över havet och antalet invånare är 1 293.
Terrängen runt Prud är mycket platt. Närmaste större samhälle är Odžak, 11,9 km sydväst om Prud.
Trakten runt Prud består till största delen av jordbruksmark. Runt Prud är det ganska tätbefolkat, med 90 invånare per kvadratkilometer.